# Famille Limosin
La famille Limosin est une famille française, originaire de Limoges (Haute-Vienne), dont plusieurs membres furent artistes émailleurs durant les XVIe et XVIIe siècles.

Elle s'éteignit au XVIIIe siècle.

## Arbre généalogique
- Les cases de couleur foncée correspondent aux peintres, les cases de couleur claire indiquent les épouses ou autres.

|  |  |  |  |  |  |  |  |  |  |                                                                  |                                                                  |                                                                  |                                                                  |                                                                  |                                                                  |  |  | François Limosin Courtier et aubergiste | François Limosin Courtier et aubergiste | François Limosin Courtier et aubergiste | François Limosin Courtier et aubergiste | François Limosin Courtier et aubergiste | François Limosin Courtier et aubergiste |  |  |                                                                    |                                                                    |                                                                    |                                                                    |                                                                    |                                                                    | Épouse | Épouse | Épouse | Épouse | Épouse | Épouse |  |  |                                                    |                                                    |                                                    |                                                    |                                                    |                                                    |  |  |  |  |  |  |  |  |  |  |  |  |  |  |
|  |  |  |  |  |  |  |  |  |  |                                                                  |                                                                  |                                                                  |                                                                  |                                                                  |                                                                  |  |  | François Limosin Courtier et aubergiste | François Limosin Courtier et aubergiste | François Limosin Courtier et aubergiste | François Limosin Courtier et aubergiste | François Limosin Courtier et aubergiste | François Limosin Courtier et aubergiste |  |  |                                                                    |                                                                    |                                                                    |                                                                    |                                                                    |                                                                    | Épouse | Épouse | Épouse | Épouse | Épouse | Épouse |  |  |                                                    |                                                    |                                                    |                                                    |                                                    |                                                    |  |  |  |  |  |  |  |  |  |  |  |  |  |  |
|  |  |  |  |  |  |  |  |  |  |                                                                  |                                                                  |                                                                  |                                                                  |                                                                  |                                                                  |  |  |                                         |                                         |                                         |                                         |                                         |                                         |  |  |                                                                    |                                                                    |                                                                    |                                                                    |                                                                    |                                                                    |        |        |        |        |        |        |  |  |                                                    |                                                    |                                                    |                                                    |                                                    |                                                    |  |  |  |  |  |  |  |  |  |  |  |  |  |  |
|  |  |  |  |  |  |  |  |  |  |                                                                  |                                                                  |                                                                  |                                                                  |                                                                  |                                                                  |  |  |                                         |                                         |                                         |                                         |                                         |                                         |  |  |                                                                    |                                                                    |                                                                    |                                                                    |                                                                    |                                                                    |        |        |        |        |        |        |  |  |                                                    |                                                    |                                                    |                                                    |                                                    |                                                    |  |  |  |  |  |  |  |  |  |  |  |  |  |  |
|  |  |  |  |  |  |  |  |  |  | Léonard I Limosin vers 1505 - vers 1577 Fils de François Limosin | Léonard I Limosin vers 1505 - vers 1577 Fils de François Limosin | Léonard I Limosin vers 1505 - vers 1577 Fils de François Limosin | Léonard I Limosin vers 1505 - vers 1577 Fils de François Limosin | Léonard I Limosin vers 1505 - vers 1577 Fils de François Limosin | Léonard I Limosin vers 1505 - vers 1577 Fils de François Limosin |  |  |                                         |                                         |                                         |                                         |                                         |                                         |  |  | Martin Limosin Mort vers 1571 Fils de François Limosin             | Martin Limosin Mort vers 1571 Fils de François Limosin             | Martin Limosin Mort vers 1571 Fils de François Limosin             | Martin Limosin Mort vers 1571 Fils de François Limosin             | Martin Limosin Mort vers 1571 Fils de François Limosin             | Martin Limosin Mort vers 1571 Fils de François Limosin             |        |        |        |        |        |        |  |  | Jehan I Limosin 1528-1610 Fils de François Limosin | Jehan I Limosin 1528-1610 Fils de François Limosin | Jehan I Limosin 1528-1610 Fils de François Limosin | Jehan I Limosin 1528-1610 Fils de François Limosin | Jehan I Limosin 1528-1610 Fils de François Limosin | Jehan I Limosin 1528-1610 Fils de François Limosin |  |  |  |  |  |  |  |  |  |  |  |  |  |  |
|  |  |  |  |  |  |  |  |  |  | Léonard I Limosin vers 1505 - vers 1577 Fils de François Limosin | Léonard I Limosin vers 1505 - vers 1577 Fils de François Limosin | Léonard I Limosin vers 1505 - vers 1577 Fils de François Limosin | Léonard I Limosin vers 1505 - vers 1577 Fils de François Limosin | Léonard I Limosin vers 1505 - vers 1577 Fils de François Limosin | Léonard I Limosin vers 1505 - vers 1577 Fils de François Limosin |  |  |                                         |                                         |                                         |                                         |                                         |                                         |  |  | Martin Limosin Mort vers 1571 Fils de François Limosin             | Martin Limosin Mort vers 1571 Fils de François Limosin             | Martin Limosin Mort vers 1571 Fils de François Limosin             | Martin Limosin Mort vers 1571 Fils de François Limosin             | Martin Limosin Mort vers 1571 Fils de François Limosin             | Martin Limosin Mort vers 1571 Fils de François Limosin             |        |        |        |        |        |        |  |  | Jehan I Limosin 1528-1610 Fils de François Limosin | Jehan I Limosin 1528-1610 Fils de François Limosin | Jehan I Limosin 1528-1610 Fils de François Limosin | Jehan I Limosin 1528-1610 Fils de François Limosin | Jehan I Limosin 1528-1610 Fils de François Limosin | Jehan I Limosin 1528-1610 Fils de François Limosin |  |  |  |  |  |  |  |  |  |  |  |  |  |  |
|  |  |  |  |  |  |  |  |  |  |                                                                  |                                                                  |                                                                  |                                                                  |                                                                  |                                                                  |  |  |                                         |                                         |                                         |                                         |                                         |                                         |  |  |                                                                    |                                                                    |                                                                    |                                                                    |                                                                    |                                                                    |        |        |        |        |        |        |  |  |                                                    |                                                    |                                                    |                                                    |                                                    |                                                    |  |  |  |  |  |  |  |  |  |  |  |  |  |  |
|  |  |  |  |  |  |  |  |  |  | Léonard II Limosin 1550-1625 Fils de Martin Limosin              | Léonard II Limosin 1550-1625 Fils de Martin Limosin              | Léonard II Limosin 1550-1625 Fils de Martin Limosin              | Léonard II Limosin 1550-1625 Fils de Martin Limosin              | Léonard II Limosin 1550-1625 Fils de Martin Limosin              | Léonard II Limosin 1550-1625 Fils de Martin Limosin              |  |  | François Autre branche Limosin          | François Autre branche Limosin          | François Autre branche Limosin          | François Autre branche Limosin          | François Autre branche Limosin          | François Autre branche Limosin          |  |  | Sœur de Léonard II mariée à François limosin autre branche Limosin | Sœur de Léonard II mariée à François limosin autre branche Limosin | Sœur de Léonard II mariée à François limosin autre branche Limosin | Sœur de Léonard II mariée à François limosin autre branche Limosin | Sœur de Léonard II mariée à François limosin autre branche Limosin | Sœur de Léonard II mariée à François limosin autre branche Limosin |        |        |        |        |        |        |  |  | Jehan II Limosin 1561-1646 Fils de Jehan I Limosin | Jehan II Limosin 1561-1646 Fils de Jehan I Limosin | Jehan II Limosin 1561-1646 Fils de Jehan I Limosin | Jehan II Limosin 1561-1646 Fils de Jehan I Limosin | Jehan II Limosin 1561-1646 Fils de Jehan I Limosin | Jehan II Limosin 1561-1646 Fils de Jehan I Limosin |  |  |  |  |  |  |  |  |  |  |  |  |  |  |
|  |  |  |  |  |  |  |  |  |  | Léonard II Limosin 1550-1625 Fils de Martin Limosin              | Léonard II Limosin 1550-1625 Fils de Martin Limosin              | Léonard II Limosin 1550-1625 Fils de Martin Limosin              | Léonard II Limosin 1550-1625 Fils de Martin Limosin              | Léonard II Limosin 1550-1625 Fils de Martin Limosin              | Léonard II Limosin 1550-1625 Fils de Martin Limosin              |  |  | François Autre branche Limosin          | François Autre branche Limosin          | François Autre branche Limosin          | François Autre branche Limosin          | François Autre branche Limosin          | François Autre branche Limosin          |  |  | Sœur de Léonard II mariée à François limosin autre branche Limosin | Sœur de Léonard II mariée à François limosin autre branche Limosin | Sœur de Léonard II mariée à François limosin autre branche Limosin | Sœur de Léonard II mariée à François limosin autre branche Limosin | Sœur de Léonard II mariée à François limosin autre branche Limosin | Sœur de Léonard II mariée à François limosin autre branche Limosin |        |        |        |        |        |        |  |  | Jehan II Limosin 1561-1646 Fils de Jehan I Limosin | Jehan II Limosin 1561-1646 Fils de Jehan I Limosin | Jehan II Limosin 1561-1646 Fils de Jehan I Limosin | Jehan II Limosin 1561-1646 Fils de Jehan I Limosin | Jehan II Limosin 1561-1646 Fils de Jehan I Limosin | Jehan II Limosin 1561-1646 Fils de Jehan I Limosin |  |  |  |  |  |  |  |  |  |  |  |  |  |  |
|  |  |  |  |  |  |  |  |  |  |                                                                  |                                                                  |                                                                  |                                                                  |                                                                  |                                                                  |  |  |                                         |                                         |                                         |                                         |                                         |                                         |  |  |                                                                    |                                                                    |                                                                    |                                                                    |                                                                    |                                                                    |        |        |        |        |        |        |  |  |                                                    |                                                    |                                                    |                                                    |                                                    |                                                    |  |  |  |  |  |  |  |  |  |  |  |  |  |  |
|  |  |  |  |  |  |  |  |  |  |                                                                  |                                                                  |                                                                  |                                                                  |                                                                  |                                                                  |  |  |                                         |                                         |                                         |                                         |                                         |                                         |  |  |                                                                    |                                                                    |                                                                    |                                                                    |                                                                    |                                                                    |        |        |        |        |        |        |  |  |                                                    |                                                    |                                                    |                                                    |                                                    |                                                    |  |  |  |  |  |  |  |  |  |  |  |  |  |  |
|  |  |  |  |  |  |  |  |  |  | Léonard III Limosin 1606-1666                                    | Léonard III Limosin 1606-1666                                    | Léonard III Limosin 1606-1666                                    | Léonard III Limosin 1606-1666                                    | Léonard III Limosin 1606-1666                                    | Léonard III Limosin 1606-1666                                    |  |  |                                         |                                         |                                         |                                         |                                         |                                         |  |  | François II Limosin ? - 1646                                       | François II Limosin ? - 1646                                       | François II Limosin ? - 1646                                       | François II Limosin ? - 1646                                       | François II Limosin ? - 1646                                       | François II Limosin ? - 1646                                       |        |        |        |        |        |        |  |  | Jehan III Limosin Vivant en 1679                   | Jehan III Limosin Vivant en 1679                   | Jehan III Limosin Vivant en 1679                   | Jehan III Limosin Vivant en 1679                   | Jehan III Limosin Vivant en 1679                   | Jehan III Limosin Vivant en 1679                   |  |  |  |  |  |  |  |  |  |  |  |  |  |  |

## Biographies
Première génération
- François Limosin est courtier et aubergiste à Limoges aux XVe et XVIe siècles. Il a trois fils peintres émailleurs, nés peu après 1500 : Léonard Ier Limosin, Martin (ou Martial) Limosin, et Jehan Ier Limosin (dit Jean de Limoges). On ne connait pas le nom de son épouse[1].

Deuxième génération
- Léonard Limosin est un peintre émailleur français du XVIe siècle, né vers 1505, mort entre 1575 et 1577. il a au moins deux fils tous les deux dénommés François cités dans un acte de 1564 pour avoir assisté leur père pour la réalisation de décors lors de l'entrée du roi Charles IX à Bordeaux[2].

- Martin Limosin, ou Martial, est un peintre émailleur français du XVIe siècle, décédé vers 1571[3].

- Jehan Ier Limosin est un peintre émailleur français des XVIe et XVIIe siècles, né avant 1528 à Limoges, mort vers 1610[1].

Troisième génération
- Léonard II Limosin est un peintre émailleur français des XVIe et XVIIe siècles, né vers 1550 à Limoges, mort vers 1625. Fils de Martin Limosin, Léonard II Limosin est probablement l'élève et l'aide de Léonard Ier, son oncle, dont il conserve l'atelier avec son neveu François II Limosin[3].

- Jehan II Limosin est un peintre émailleur français des XVIe et XVIIe siècles, né vers 1561 à Limoges, mort en 1646. Il est le fils de Jehan Ier Limosin[1].

Quatrième génération
- Léonard III Limosin ou Joseph, est un peintre émailleur français du XVIIe siècle, né entre 1606 et 1615 à Limoges, mort après 1666[1].

- François II Limosin est un peintre émailleur français des XVIe et XVIIe siècles, né à Limoges, mort en 1646[1].

- Jehan III Limosin. On ne sait rien de cet artiste sinon qu'il est vivant en 1679[1].